# 老山街道
老山街道是中国北京市石景山区下辖的一个街道。

## 行政区划
老山街道共辖12个社区，分别是：
老山东里北社区、老山东里南社区、老山西里社区、老山东里社区、何家坟社区、玉泉西路社区、研究生院社区、高能所社区、十一号院社区、京源路社区、翠谷玉景苑社区、玉泉北里二区第一社区。